# Forces des combattants des tribus
Les Forces des Combattants des Tribus (en arabe : قوات مقاتلي العشائر (Quwwāt Muqātilī l-ʿAšāʾir)), également connue sous le nom d' armée tribale ( arabe : جيش العشائر (Jayš al-ʿAšāʾir)     ) et  combattants tribaux ( arabe : مقاتلي العشائر (Muqatili al-Asha'ir) ),  est une milice multi-tribale affiliée à la Direction de l'Intelligence militaire qui prend part à la guerre civile syrienne. Dirigés par Turki al Buhamad. Les combattants des tribus ont joué un rôle dans les efforts du gouvernement Assad pour reprendre le centre et l'est de la Syrie. La milice est affiliée à la branche pro- baasiste du Mouvement socialiste arabe et  alliée à la Russie.

## Histoire
Les « Forces des combattants des tribus » ont été fondées par le Mouvement socialiste arabe en tant que « force auxiliaire » pour l'armée syrienne pendant la guerre civile syrienne, pendant  la campagne de Raqqa (2012-2013 ) . Elles ont été organisés par Turki al Buhamad, un membre du bureau politique du Mouvement socialiste arabe qui a fui son gouvernorat de Raqqa en raison de la persécution par les forces rebelles. La milice comptant initialement environ 200 combattants a mené une campagne de guérilla dans le gouvernorat de Deir ez-Zor. Déguisés en insurgés, les militants de Turki kidnappent des rebelles et les remettent aux forces de sécurité locales. Turki est envoyé à Damas, où lavec Omar Adnan al-Alawi, secrétaire général adjoint du Mouvement socialiste arabe, il a commencé à organiser de nouvelles branches de l'armée tribale. Alors que ses partisans  continuent à se battre dans le gouvernorat de Deir ez-Zor, Turki recrute de nouvelles troupes à Homs.
Au début de 2016, la branche de Homs de la milice participe à des opérations dans la steppe syrienne et le désert syrien , comme l' offensive Ithriyah-Raqqa (février-mars 2016), l'offensive de Palmyre (mars 2016) et la bataille d'al-Qaryatayn (mars –avril 2016) . À la mi-2016, le groupe  combat sur les lignes centrales du front syrien, où les forces gouvernementales visent Al-Soukhna. Des différends éclatent au sein de l'armée tribale lorsque des membres de l'une de ses sous-unités, les Druzes Bayraq al-Suwayda, estime que les promesses d'engagement ne sont pas tenues. Les Druses se mutinent et  tentent de quitter Palmyre à as-Suwayda, mais sont arrêtés par d'autres combattants des tribus . Finalement, le chef du NDF d'as-Suwayda intervient pour qu'ils soient libérés.
En 2016, l'armée tribale se concentre sur les opérations à Alep et dans ses environs, où elle combat dans la dernière phase de la bataille d'Alep. Ils participent à l'encerclement  d'Alep tenu par les rebelles, puis ont participé à l'opération Dawn of Victory qui a vu la défaite des rebelles de la ville. Pour leurs actions au combat , la milice a été saluée par Zayd Ali Saleh, chef du comité de sécurité et militaire d'Alep. Néanmoins, au cours des mois suivants  un groupe d'environ 500 combattants des tribus s'est dédié aupillage et au harcèlement de la population civile d'Alep. Pour des raisons disciplinaires Ils ont été transférés à al-Khafsah . Pendant ce temps, le reste de la milice a combattu dans la campagne orientale d'Alep contre l'EIIL.
Vers la mi-2017, Turki al Buhamad réussit à recruter pour l'armée tribale qui  participe à la campagne du désert syrien (mai-juillet 2017)  et à une campagne gouvernementale pour reprendre le centre de la Syrie. . Lorsque les forces pro-gouvernementales capturent plusieurs villes sur la rive sud de l'Euphrate, dont Ghanem al-Ali, la milice est déployée. Lorsque les troupes gouvernementales ont quitté la région,  l'EIIL lance une contre-attaque et envahit plusieurs positions gouvernementales, forçant l'armée tribale à battre en retraite.. Environ 79 combattants de la milice ont fui vers le nord dans les zones tenues par les FDS  et se rendent. Les miliciens sont alors transférés à Kobané tandis que des négociations s'engagent entre les FDS et les forces gouvernementales pour leur libération,. Finalement, des dizaines de ces combattants tribaux  rejoignent les FDS  estimant que Turki al Buhamad les a abandonnés. Le commandant aurait fui lors de la contre-attaque de l'EIIL en laissant ses hommes derrière lui,.
En août 2017, un site d'information de l'Opposition syrienne rapporte que des membres de la milice de Turki sont impliqués dans une fusillade avec un autre groupe pro-gouvernemental, le Desert Commandos Regiment, à Homs. L'affrontement aurait résulté de différends sur le contrôle des bordels de la ville,. En 2018, les combattants des tribus sont considérés comme l'une des milices pro-russes  en Syrie. Selon Jorf News et Nedaa Syria, le renseignement militaire a fait une descente au domicile de membres de la milice en août 2019 et en a arrêté plusieurs pour corruption . Turki al Buhamad aurait payé les agences de renseignement  LS 200 millions pour éviter de se faire arrêter,.
Le groupe fournissait des troupes à une offensive gouvernementale dans le nord-ouest de la Syrie au début de 2020..

## Organisation et recrutement
Outre Turki al Buhamad, les Fighters of the Tribes sont aussi dirigés par son frère Ahmad al Buhamad ; tous deux font partie de la tribu Al Buhamad du gouvernorat de Raqqa. Leur milice prétend avoir des milliers de partisans parmi les tribus du centre de la Syrie, et ses recrues sont principalement issues des membres des tribus de l'est de la Syrie ( gouvernorats de Deir ez-Zor et al-Hasakah ), bien qu'il y ait aussi des combattants d'Alep, de Hama, et les gouvernorats d'as-Suwayda. Des sources pro-opposition accusent les Combattants des tribus d'enrôler de force et de faire du chantage auprès des personnes pour qu'elles s'enrôlent. La plupart des troupes de la milice sont membres du Mouvement socialiste arabe. En  2017, l'armée tribale affirme avoir environ 5 000 combattants, étant l'une des milices tribales les plus importantes de Syrie. 
Le groupe est  soutenu par la Russie. Il est formé par les forces armées russes ainsi que par des combattants du Hezbollah. L'armée tribale souffre d'indiscipline,. La milice est également influencée par l'Iran.